# Campionat d'Espanya de trial
El Campionat d'Espanya de trial, regulat per la federació espanyola de motociclisme (RFME, Real Federación Motociclista Española), és la màxima competició de trial que es disputa a l'estat espanyol.
Instaurat el 1968, com a continuació del Campionat de Catalunya existent des de 1965, la primera edició d'aquest campionat constava de tres proves: Trial de València (disputat a Sagunt, Camp de Morvedre, l'11 de febrer), Trial de Primavera a Barcelona (al Tibidabo) i Trial de Madrid (a Navacerrada).

## Llista de guanyadors
A 12 de desembre de 2024
| Edició  | Temporada | Campió           | Motocicleta |
| ------- | --------- | ---------------- | ----------- |
| I       | 1968      | Pere Pi          | Montesa     |
| II      | 1969      | Ignasi Bultó     | Bultaco     |
| III     | 1970      | Ignasi Bultó     | Bultaco     |
| IV      | 1971      | Ignasi Bultó     | Bultaco     |
| V       | 1972      | Ignasi Bultó     | Bultaco     |
| VI      | 1973      | Fernando Muñoz   | Bultaco     |
| VII     | 1974      | Manuel Soler     | Bultaco     |
| VIII    | 1975      | Manuel Soler     | Bultaco     |
| IX      | 1976      | Manuel Soler     | Bultaco     |
| X       | 1977      | Manuel Soler     | Bultaco     |
| XI      | 1978      | Toni Gorgot      | Bultaco     |
| XII     | 1979      | Toni Gorgot      | Bultaco     |
| XIII    | 1980      | Toni Gorgot      | OSSA        |
| XIV     | 1981      | Toni Gorgot      | OSSA        |
| XV      | 1982      | Toni Gorgot      | Montesa     |
| XVI     | 1983      | Toni Gorgot      | Montesa     |
| XVII    | 1984      | Lluís Gallach    | Merlin      |
| XVIII   | 1985      | Lluís Gallach    | Merlin      |
| XIX     | 1986      | Jordi Tarrés     | Beta        |
| XX      | 1987      | Jordi Tarrés     | Beta        |
| XXI     | 1988      | Jordi Tarrés     | Beta        |
| XXII    | 1989      | Jordi Tarrés     | Beta        |
| XXIII   | 1990      | Jordi Tarrés     | Beta        |
| XXIV    | 1991      | Jordi Tarrés     | Beta        |
| XXV     | 1992      | Jordi Tarrés     | Beta        |
| XXVI    | 1993      | Jordi Tarrés     | Gas Gas     |
| XXVII   | 1994      | Jordi Tarrés     | Gas Gas     |
| XXVIII  | 1995      | Marc Colomer     | Montesa     |
| XXIX    | 1996      | Amós Bilbao      | Gas Gas     |
| XXX     | 1997      | Marc Colomer     | Montesa     |
| XXXI    | 1998      | Marc Colomer     | Montesa     |
| XXXII   | 1999      | Marc Colomer     | Montesa     |
| XXXIII  | 2000      | Marc Colomer     | Montesa     |
| XXXIV   | 2001      | Dougie Lampkin   | Montesa     |
| XXXV    | 2002      | Albert Cabestany | Beta        |
| XXXVI   | 2003      | Dougie Lampkin   | Montesa     |
| XXXVII  | 2004      | Adam Raga        | Gas Gas     |
| XXXVIII | 2005      | Adam Raga        | Gas Gas     |
| XXXIX   | 2006      | Toni Bou         | Beta        |
| XL      | 2007      | Adam Raga        | Gas Gas     |
| XLI     | 2008      | Adam Raga        | Gas Gas     |
| XLII    | 2009      | Toni Bou         | Montesa     |
| XLIII   | 2010      | Adam Raga        | Gas Gas     |
| XLIV    | 2011      | Toni Bou         | Montesa     |
| XLV     | 2012      | Toni Bou         | Montesa     |
| XLVI    | 2013      | Toni Bou         | Montesa     |
| XLVII   | 2014      | Toni Bou         | Montesa     |
| XLVIII  | 2015      | Toni Bou         | Montesa     |
| XLIX    | 2016      | Toni Bou         | Montesa     |
| L       | 2017      | Toni Bou         | Montesa     |
| LI      | 2018      | Toni Bou         | Montesa     |
| LII     | 2019      | Toni Bou         | Montesa     |
| LIII    | 2020      | Adam Raga        | TRRS        |
| LIV     | 2021      | Jaime Busto      | Vertigo     |
| LV      | 2022      | Jaime Busto      | Vertigo     |
| LVI     | 2023      | Jaime Busto      | Gas Gas     |
| LVII    | 2024      | Jaime Busto      | Gas Gas     |

## Estadístiques

### Campions amb més de 3 títols
A 12 de desembre de 2024
| Pilot        | Títols |
| ------------ | ------ |
| Toni Bou     | 11     |
| Jordi Tarrés | 9      |
| Toni Gorgot  | 6      |
| Adam Raga    | 6      |
| Marc Colomer | 5      |
| Manuel Soler | 4      |
| Ignasi Bultó | 4      |
| Jaime Busto  | 4      |

## Llista de guanyadors en categories inferiors
A 12 de desembre de 2024
Al llarg de la història, hi ha hagut diversos campionats complementaris en cilindrades i categories inferiors que han anat canviant de nom o d'especificacions per tal d'actualitzar-se. Així, per exemple, el campionat Júnior s'anomenà durant els anys 1984 i 1985 Copa d'Espanya de trial Júnior, canviant a Campionat d'Espanya de trial Júnior d'ençà de 1986. El 1994, l'antic Trofeo Nacional de trial Juvenil B passà a anomenar-se Trofeo Nacional de trial Cadete.
El 2008 hi hagué un canvi de nom general: l'inicial Trofeo Nacional de trial Senior B donà pas al Trofeo Nacional de trial TR2, el Trofeo Nacional de trial Senior C donà pas al Trofeo Nacional de trial TR3. Aquell mateix any, es crearen sengles Copes d'Espanya de trial Juvenil en 80 i 125cc. Finalment, el 2010, el Trofeo Nacional de trial Veteranos passà a dir-se Trofeo Nacional de trial TR3+35 i el 2013 s'afegí la categoria TR4.

### Júnior i Sènior (pre-85)
Tot seguit s'indiquen els campions anteriors a 1985 en categories inferiors que s'han pogut documentar:
| Any  | Júnior          | Júnior  | Sènior           | Sènior  |
| Any  | Campió          | Moto    | Campió           | Moto    |
| ---- | --------------- | ------- | ---------------- | ------- |
| 1977 | Toni Gorgot     | OSSA    | Pere Ollé        | Montesa |
| 1978 | Felipe Chaves   | Bultaco | Josep Casademont | Montesa |
| 1979 | Joan Zurita     | Bultaco | Jaume Roig       | Bultaco |
| 1980 | Gabino Renales  | OSSA    | Raül Agramunt    | OSSA    |
| 1981 | José María Juan | Montesa | Lluís Gallach    | Montesa |
| 1982 | Jordi Soler     | Merlin  | Julio Abellán    | OSSA    |
| 1983 | Ronald Garcia   | ?       | Narcís Sánchez   | ?       |
| 1984 | Òscar Giró      | ?       | Albert Puig      | Montesa |

### Juvenils, Cadets i Júnior
Primera etapa (1985-1993)
| Any  | Juvenil B       | Juvenil B | Júnior          | Júnior  |
| Any  | Campió          | Moto      | Campió          | Moto    |
| ---- | --------------- | --------- | --------------- | ------- |
| 1985 | Jordi Puig      | Montesa   | Òscar Giró      | Montesa |
| 1986 | Xavier Puig     | Merlin    | Amós Bilbao     | Montesa |
| 1987 | -               | -         | Santi Serra     | Gas Gas |
| 1988 | Marc Colomer    | Montesa   | Xavier Puig     | Gas Gas |
| 1989 | Joaquim Jou     | Montesa   | Marc Colomer    | Montesa |
| 1990 | Jordi Picola    | Gas Gas   | Joan Pons       | Gas Gas |
| 1991 | Marcel Justribó | Beta      | José A. Benítez | Gas Gas |
| 1992 | David Cobos     | Gas Gas   | Marcel Justribó | Gas Gas |
| 1993 | Josep Guardiola | Beta      | Gabriel Reyes   | Gas Gas |

Segona etapa (1994-2007)
| Any  | Cadets            | Cadets  | Júnior                                   | Júnior         |
| Any  | Campió            | Moto    | Campió                                   | Moto           |
| ---- | ----------------- | ------- | ---------------------------------------- | -------------- |
| 1994 | Marc Freixa       | Gas Gas | Jordi Estany                             | Beta           |
| 1995 | Adriano Carnés    | Gas Gas | José M. Alcaraz                          | Gas Gas        |
| 1996 | Jacobo Díaz       | Gas Gas | Jordi Pascuet                            | Gas Gas        |
| 1997 | Jordi Garcia      | Gas Gas | Adam Raga                                | Gas Gas        |
| 1998 | Oriol Vila        | Gas Gas | José M. de Vicente                       | Gas Gas        |
| 1999 | Miguel A. Jiménez | Gas Gas | Josep Manzano                            | Gas Gas        |
| 2000 | Laia Sanz         | Gas Gas | Jeroni Fajardo                           | Gas Gas        |
| 2001 | Dani Gibert       | Gas Gas | Toni Bou                                 | Beta           |
| 2002 | Xavier Pijuan     | Gas Gas | Isaac Pons                               | Gas Gas        |
| 2003 | Alfredo Gómez     | Gas Gas | Dani Oliveras                            | Gas Gas        |
| 2004 | David Millán      | ?       | G. Cintas 125cc · C. Rguez. 250cc        | ? Beta         |
| 2005 | Pau Botella       | Gas Gas | David Millán 125cc · Alfredo Gómez 250cc | Sherco Gas Gas |
| 2006 | Francesc Moret    | Sherco  | David Millán 125cc · David Millán 250cc  | Gas Gas        |
| 2007 | Carles Traviesa   | Gas Gas | Francesc Moret                           | ?              |

1. ↑  Entre els anys 2004 i 2006 hi hagué dos campionats en categoria "Júnior": "Júnior 125cc" i "Júnior 250cc"

Tercera etapa (2008-Actualitat)
| Any  | Juvenil 80cc      | Juvenil 80cc | Juvenil 125cc      | Juvenil 125cc | Cadets                              | Cadets             | Júnior           | Júnior      |
| Any  | Campió            | Moto         | Campió             | Moto          | Campió                              | Moto               | Campió           | Moto        |
| ---- | ----------------- | ------------ | ------------------ | ------------- | ----------------------------------- | ------------------ | ---------------- | ----------- |
| 2008 | Jaime Busto       | Gas Gas      | Jorge Casales      | Gas Gas       | Pol Tarrés                          | Gas Gas            | Carles Traviesa  | Gas Gas     |
| 2009 | Arnau Farré       | Gas Gas      | Jaime Busto        | Gas Gas       | Jorge Casales                       | Gas Gas            | Pol Tarrés       | Gas Gas     |
| 2010 | Venanci Vidal     | Gas Gas      | Arnau Farré        | Gas Gas       | Jaime Busto                         | Gas Gas            | Jorge Casales    | Gas Gas     |
| 2011 | Oriol Pi          | Gas Gas      | Adrián Villabrille | Gas Gas       | Arnau Farré                         | Gas Gas            | Oriol Noguera    | Sherco      |
| 2012 | Sergi Ribau       | Gas Gas      | Gabriel Marcelli   | Gas Gas       | Marc Riba                           | Gas Gas            | Jaime Busto      | Beta        |
| 2013 | Rodrigo Marchal   | Gas Gas      | Gabriel Marcelli   | Gas Gas       | Gabriel Giró                        | Beta               | Arnau Farré      | Beta        |
| 2014 | Pau Martínez      | Gas Gas      | Martín Riobo       | ?             | Gabriel Marcelli                    | Gas Gas            | Marc Riba        | ?           |
| 2015 | Rodrigo Marchal   | Gas Gas      | Lluc Miquel        | Sherco        | Pablo Suárez                        | Sherco             | Gabriel Marcelli | Gas Gas     |
| 2016 | Àlex Canales      | Sherco       | Oriol Giró         | Beta          | Martín Riobo                        | Gas Gas            | Pablo Suárez     | Sherco      |
|      | Juvenil A         | Juvenil A    | Juvenil B          | Juvenil B     | Cadets                              | Cadets             | Júnior           | Júnior      |
| 2017 | Carlos Palma      | Beta Trueba  | Roger Casas        | Beta Trueba   | Pau Martínez                        | Gas Gas            | Martín Riobo     | Gas Gas     |
| 2018 | Gaudí Vall        | Gas Gas      | Marc Piquer        | Beta Trueba   | Carlos Palma                        | Beta Trueba        | Pol Medinyá      | Beta Trueba |
| 2019 | Hugo Barrera      | Sherco       | Xurxo Neo          | Gas Gas       | Gaudí Vall                          | Gas Gas            | Pau Martínez     | Vertigo     |
| 2020 | Xurxo Neo         | Gas Gas      | F. Solorzano       | Gas Gas       | Hugo Barrera 125 · Marc Piquer +125 | Sherco Beta Trueba | Jordi Camp       | Montesa     |
| 2021 | Marcos Combarro   | Gas Gas      | Javier Terrín      | Gas Gas       | Nil Riera 125 · Jorge Redondo +125  | Vertigo Sherco     | David Fabián     | Beta        |
| 2022 | Jorge García      | Sherco       | Otger Martí        | TRRS          | M. Combarro 125 · B. Vendrell +125  | Gas Gas TRRS       | Hugo Barrera     | Sherco      |
| 2023 | Fco. Javier Osuna | TRRS         | Lucas Rodríguez    | ?             | Ryon Land 125 · R. Montserrat       | Vertigo Gas Gas    | Miquel Alarcón   | Sherco      |
| 2024 | Lucas Rodríguez   | ?            | Pau Giralt         | Beta          | Otger Martí 125 · Poldo Sillué      | TRRS Sherco        | Ryon Land        | Vertigo     |

Notes
1. ↑  El 2008, Jorge Casales fou també campió juvenil Absolut
2. ↑  Fins a 125 cc
3. ↑  Fins a 125 cc

### Sènior i Veterans
Les categories Sènior i Veterans es disputaren entre el 1989 i el 2007. D'ençà del 2008 es reestructuraren i donaren pas a les noves TR2, TR3, TR4 i TR+35, mentre que la categoria Veterans no es reprengué fins al 2015.
| Any  | Sènior B        | Sènior B | Sènior C         | Sènior C | Veterans A     | Veterans A | Veterans B   | Veterans B |
| Any  | Campió          | Moto     | Campió           | Moto     | Campió         | Moto       | Campió       | Moto       |
| ---- | --------------- | -------- | ---------------- | -------- | -------------- | ---------- | ------------ | ---------- |
| 1989 | Xavier Puig     | Montesa  | Santi Rofes      | Gas Gas  | -              | -          | -            | -          |
| 1990 | Marc Colomer    | Montesa  | Lluís Díaz       | Gas Gas  | -              | -          | -            | -          |
| 1991 | Joan Pons       | Gas Gas  | Joan Solé        | Beta     | -              | -          | -            | -          |
| 1992 | J. A. Benítez   | Gas Gas  | Joan Solé        | Montesa  | -              | -          | -            | -          |
| 1993 | Marcel Justribó | Beta     | Joan Solé        | Beta     | -              | -          | -            | -          |
| 1994 | Gabriel Reyes   | Montesa  | Jorge Arjones    | Gas Gas  | Carles Casas   | Gas Gas    | -            | -          |
| 1995 | David Cobos     | Gas Gas  | Daniel Estragués | Gas Gas  | Antoni Ramonet | Gas Gas    | Carles Casas | Beta       |
| 1996 | H. Escorihuela  | Gas Gas  | Santi Serra      | Gas Gas  | Narcís Sánchez | Gas Gas    | Carles Casas | Gas Gas    |
| 1997 | Marc Freixa     | Gas Gas  | Narcís Sánchez   | Gas Gas  | Joan Solé      | Montesa    | Carles Casas | Gas Gas    |
| 1998 | Jordi Pascuet   | Montesa  | Santi Serra      | Beta     | Joan Solé      | Montesa    | Carles Casas | Gas Gas    |
| 1999 | J. M. Sáez      | Montesa  | Santi Serra      | Gas Gas  | Carles Casas   | Montesa    | Carles Casas | Montesa    |
| 2000 | Israel Escalera | Gas Gas  | Francesc Recio   | Beta     | Carles Casas   | Gas Gas    | Carles Casas | Gas Gas    |
| 2001 | H. Escorihuela  | Gas Gas  | Francesc Recio   | Beta     | Carles Casas   | Montesa    | Carles Casas | Montesa    |
| 2002 | J. M. Suárez    | Beta     | Francesc Recio   | Beta     | Carles Casas   | Montesa    | Carles Casas | Montesa    |
| 2003 | J. M. Suárez    | Beta     | Francesc Recio   | Beta     | Carles Casas   | Montesa    | -            | -          |
| 2004 | J. M. Suárez    | Montesa  | Francesc Recio   | Beta     | Miquel Vergel  | Gas Gas    | -            | -          |
| 2005 | Xavier León     | Montesa  | Francesc Recio   | Beta     | Joan Solé      | Beta       | -            | -          |
| 2006 | J. M. Suárez    | Beta     | Francesc Recio   | Beta     | Joan Solé      | Gas Gas    | -            | -          |
| 2007 | Alfredo Gómez   | Gas Gas  | Francesc Recio   | Beta     | Pere Martí     | Sherco     | -            | -          |

1. ↑  Els anys 1994, 1998 a 2000 i 2004 a 2007, la categoria "Veterans A" s'anomenà senzillament "Veterans"

### TR2, TR3, TR4 (TR+35) i TR5
La categoria TR+35 va deixar pas a la nova TR4 el 2013, mentre que la categoria TR5 es va introduir el 2022.
| Any  | TR2                  | TR2     | TR3               | TR3     | TR3 +35         | TR3 +35 |
| Any  | Campió               | Moto    | Campió            | Moto    | Campió          | Moto    |
| ---- | -------------------- | ------- | ----------------- | ------- | --------------- | ------- |
| 2008 | Miguel Angel Jiménez | ?       | Héctor Gairín     | Sherco  | -               | -       |
| 2009 | Francesc Moret       | Gas Gas | Adrián Artidiello | Gas Gas | -               | -       |
| 2010 | Pol Tarrés           | Gas Gas | David Darnes      | Gas Gas | Ibon Zorrilla   | Gas Gas |
| 2011 | Jorge Casales        | Gas Gas | Víctor Beltrán    | ?       | Raúl San Martín | Gas Gas |
| 2012 | Carles Traviesa      | Gas Gas | Francesc Recio    | Beta    | Rubén García    | Gas Gas |
|      | TR2                  | TR2     | TR3               | TR3     | TR4             | TR4     |
| 2013 | Jaime Busto          | Beta    | Marc Horrach      | Sherco  | Jesús Fuentes   | Gas Gas |
| 2014 | Miquel Gelabert      | Sherco  | Francesc Recio    | ?       | Luis Pastor     | Gas Gas |
| 2015 | Marc Riba            | Beta    | Francesc Recio    | Beta    | Sergio Puyo     | Sherco  |
| 2016 | Marc Riba            | Gas Gas | Francesc Recio    | Montesa | David Oliver    | Gas Gas |
| 2017 | Gabriel Marcelli     | Montesa | David Millán      | TRRS    | Josep M. Segura | Gas Gas |
| 2018 | Pablo Suárez         | Gas Gas | David Millán      | TRRS    | Sergio Puyo     | Sherco  |
| 2019 | Pablo Suárez         | Gas Gas | Marc Horrach      | Gas Gas | Sergio Puyo     | Sherco  |
| 2020 | Èric Miguel          | TRRS    | Marc Horrach      | TRRS    | Jordi Sanjuan   | Sherco  |
| 2021 | Àlex Canales         | Sherco  | Sergio Moreno     | Gas Gas | Héctor Gairín   | TRRS    |

| Any  | TR2           | TR2     | TR3             | TR3    | TR4           | TR4     | TR5            | TR5     |
| Any  | Campió        | Moto    | Campió          | Moto   | Campió        | Moto    | Campió         | Moto    |
| ---- | ------------- | ------- | --------------- | ------ | ------------- | ------- | -------------- | ------- |
| 2022 | Oriol Noguera | TRRS    | Jordi Sanjuan   | Sherco | Dani Comas    | Vertigo | Manuel Ruiz    | Vertigo |
| 2023 | Gil Vila      | Gas Gas | Rodrigo Marchal | ?      | Héctor Gairín | TRRS    | Héctor Márquez | Gas Gas |
| 2024 | Sondre Haga   | Gas Gas | Jordi Sanjuan   | Sherco | Daniel Comas  | Vertigo | Héctor Márquez | Gas Gas |

### Veterans
| Any  | Veterans        | Veterans   | Veterans B        | Veterans B |
| Any  | Campió          | Moto       | Campió            | Moto       |
| ---- | --------------- | ---------- | ----------------- | ---------- |
| 2015 | Joan Solé       | Beta       | -                 | -          |
| 2016 | Joan Miquel     | Sherco     | -                 | -          |
| 2017 | Xavier Palau    | TRRS       | -                 | -          |
| 2018 | Antoni Ramonet  | Sherco     | -                 | -          |
| 2019 | Rui Alves       | TRRS       | -                 | -          |
| 2020 | Eduardo Álvarez | TRRS       | -                 | -          |
|      | Veterans A      | Veterans A | Veterans B        | Veterans B |
| 2021 | Eduardo Alvarez | TRRS       | Juan C. Maurer    | Gas Gas    |
| 2022 | Jesús Martín    | TRRS       | Manuel Panizo     | Gas Gas    |
| 2023 | Josep M. Segura | Sherco     | Salvador Planella | Vertigo    |
| 2024 | Josep M. Segura | Sherco     | Gabriel Giró      | Montesa    |

### "Autonomías" (1987-2005)
El 1987 hi hagué un Campionat per "'autonomías" que es repetí més tard entre el 1992 i el 2005.
| Any  | Equip guanyador |           |
| ---- | --------------- | --------- |
| Any  | 1987            | Catalunya |
|      |                 |           |
| 1992 | Catalunya       |           |
| 1993 | Catalunya       |           |
| 1994 | Catalunya       |           |
| 1995 | Catalunya       |           |
| 1996 | Catalunya       |           |
| 1997 | Catalunya       |           |
| 1998 | Catalunya       |           |
| 1999 | Catalunya       |           |
| 2000 | País Valencià   |           |
| 2001 | Astúries        |           |
| 2002 | País Valencià   |           |
| 2003 | País Valencià   |           |
| 2004 | País Valencià   |           |
| 2005 | País Valencià   |           |